# Herinnering aan de tuin van Etten
Herinnering aan de tuin van Etten, ook wel Vrouwen van Arles getiteld, is een schilderij van de Nederlandse kunstschilder Vincent van Gogh, in olieverf op linnen, 73 × 92 centimeter groot. Het werd geschilderd in november 1888 te Arles onder invloed van Paul Gauguin, die toen bij hem logeerde. Het behoort tot de collectie van de Hermitage te Sint-Petersburg.

## Context
Van oktober tot december 1888 logeerde Paul Gauguin bij Vincent van Gogh, te Arles. Gauguin zat op dat moment volop in zijn symbolistische periode, waarbij hij nadrukkelijk invloeden verwerkte vanuit de Japanse prentkunst. Zijn bekende schilderijen Het visioen na de preek en Arlésiennes zijn  hiervan een sprekende voorbeelden.
Gauguin had in deze korte tijd dat hij bij Van Gogh woonde van grote invloed op zijn werk. Hij leerde hem schilderen vanuit zijn denken en gedachten, in plaats van naar de natuur en de zichtbare wereld. Fantaseren, bewerken en stileren van beelden uit het geheugen werd gestimuleerd. In de uitwerking werd gebruikgemaakt van heldere kleurvlakken en een vaak asymmetrische compositie. Elke aanspraak op realisme werd ontkend.
De periode dat Van Gogh in deze stijl en techniek werkte duurde niet lang. Hij voelde er zich niet prettig bij. De verschillen van inzicht met Gauguin leidden zelfs tot een psychische inzinking. Hun kortstondig samenwonen eindigde in een fikse ruzie over caféhoudster Marie Ginoux, waarop ze beiden verliefd waren, waarna Van Gogh - al dan niet per ongeluk - een stuk van zijn oor afsneed.

## Thema en duiding
Het graven naar thema's vanuit zijn geheugen bracht Van Gogh terug naar Etten, waar zijn vader in 1875 predikant werd. In 1881 zou hij er, na een verblijf in Brussel en een stukgelopen vriendschap met de kunstschilder Anthon van Rappard, bijna het volledige jaar doorbrengen. Hij vatte er een liefde op voor zijn nicht Kee Vos-Stricker, een jonge weduwe, die hem echter resoluut afwees. Na zijn vertrek uit Etten zou Van Gogh definitief kiezen voor het kunstenaarschap. In psychologisch opzicht was het een belangrijke en bepalende periode in zijn leven.
Van Gogh schreef aan zijn jongste zus Willemien dat hij in zijn afbeelding had gezocht naar het "poëtische karakter" van de tuin, zoals hij dat zelf aanvoelde. Hij tekende daarbij aan: "De tuin is niet zoals hij werkelijk was, maar zoals hij eruit had kunnen zien in een droom".
De afgebeelde vrouwen worden doorgaans geïdentificeerd als Van Goghs moeder en Willemien, met name ook omdat Van Gogh in de reeds aangehaalde brief aan zijn zuster schreef: "Stel je eens voor dat de wandelende vrouwen jij en ons moeder zijn". Daarbij dichtte hij kleuren en motieven een specifieke betekenis toe: "Het sombere paars, waartegen het citroengeel van de dahlia's afsteekt, weerspiegelt voor mij moeders persoonlijkheid. De jonge vrouw met de oranje Schotse plaid en felrode parasol, afgezet tegen het donkergroen van de cipressen, doet me aan jou doen denken, als een personage uit een roman van Dickens."
De jonge vrouw links wordt door andere Van Gogh-kenners ook wel aangeduid als Kee Vos-Stricker of Marie Ginoux. Die laatste veronderstelling wordt gevoed door de sterke gelijkenis van het schilderij met Gauguins Arlésiennes, waarop Ginoux eveneens staat afgebeeld.
Van Gogh gaf in zijn brief aan Willemien aan dat hij Herinnering aan de tuin van Etten had geschilderd om het in zijn slaapkamer op te hangen, hetgeen hij waarschijnlijk nooit heeft gedaan. Korte tijd later, na zijn breuk met Gauguin, gaf hij aan het werk als mislukt te beschouwen.

## Galerij

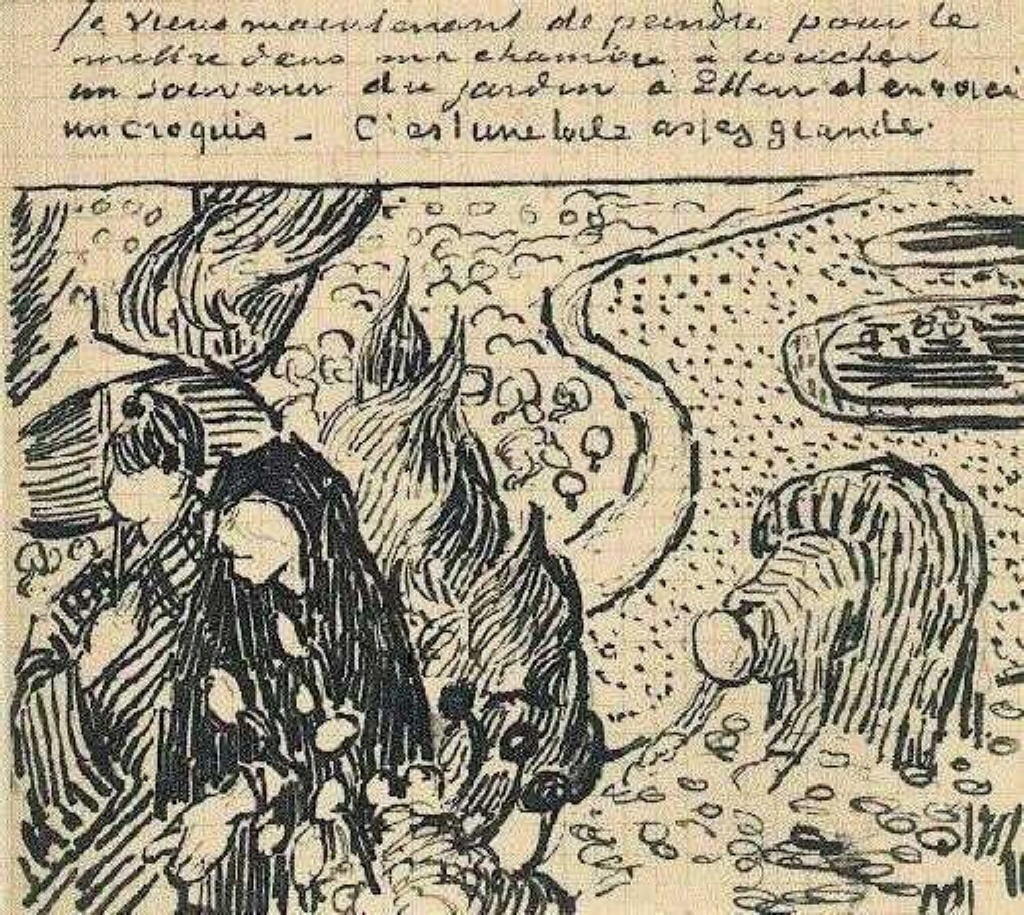
Brief aan zijn zus Willemien, met tekening
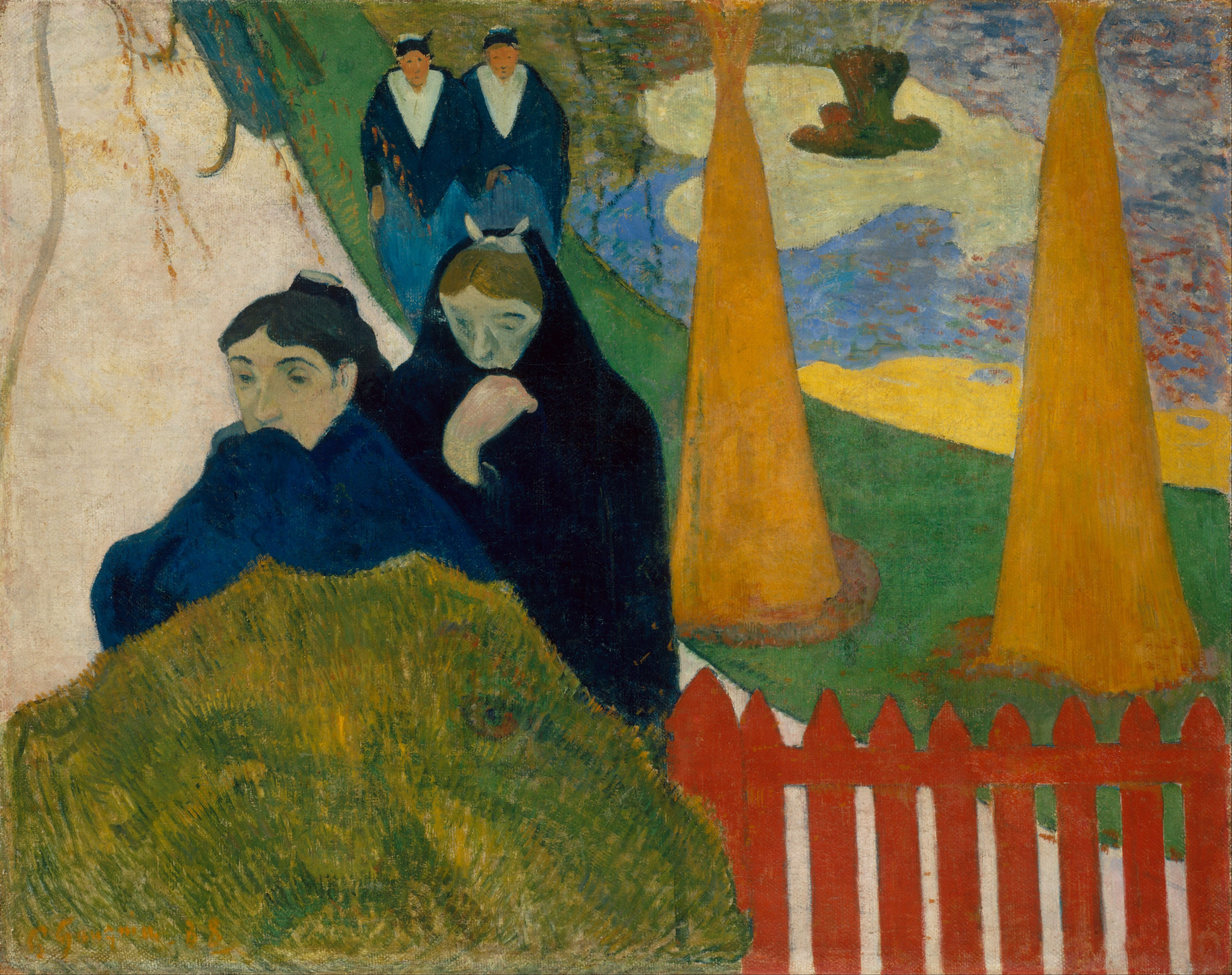
Gauguins Arlésiennes, 1888.